# Bear Tales
As Histórias do Velho Urso  com o titulo original em alemão de Janoschs Traumstunde (Bear Tales em inglês) é uma animação baseada em uma série de livros homônimos do escritor Janosch, produzida de 1986 a 1990, Sua estreia foi em 10 de dezembro de 1986 na Alemanha, no Brasil exibida pela TV Cultura.
A série, a cada episódio, traz histórias independentes, contadas por um velho urso. Os desenhos são recheados de aventuras, sempre com as participações de pequenos animais e seus amigos.

## Home vídeo[5]
Lançado na Alemanha em VHS contendo todos os 26 episódios, sendo o episodio 23 duplicado e com nomes diferentes.
Em DVD foi em 24 de outubro de 2008 também na Alemanha como titulo de Janosch's Dream Hour , em 4 DVDs contendo 25 episódios, o episodio 20 não esta incluso por que esta perdido.